# Robert Picardo
Robert Picardo, född 27 oktober 1953 i Philadelphia, Pennsylvania, är en Emmy Award-nominerad amerikansk skådespelare. Han är mest känd för sina roller som Dr. Dick Richards i ABC:s China Beach, akutläkarhologrammet även känd som The Doctor, i UPN:s Star Trek: Voyager, Cowboyen i 24-timmarsjakten, Joe "The Meat Man" Morton i Tummen mitt i handen, Coach Cutlip i En härlig tid och Richard Woolsey i Stargate SG-1 och Stargate Atlantis.

## Biografi

### Uppväxten
Picardo föddes i Philadelphia, Pennsylvania som son till Joe Picardo. Han är italiensk-amerikan, då hans fars familj ursprungligen kommer från Neapel och hans mors kommer från Bomba i Abruzzo. Han tog examen vid William Penn Charter School 1971 och började vid Yale University som en läkarstudent, men valde att bli skådespelare istället. Under tiden vid Yale University, var han en medlem i Society of Orpheus & Bacchus, en a cappella kör. Vid Broadway deltog han i föreställningarna Gemini (1977) och Tribute (1978).

### Karriären
Känd för sina roller som Dr. Dick Richards i China Beach och The Doctor i Voyager, lånade han även ut sin röst som Doktorn i Activisions spel Star Trek Voyager: Elite Force, den relaterade expansionen och Star Trek: The Experience's Borg Invasion 4-D. Han spelade även Lewis Zimmerman, Doktorns skapare, och återkom i rollen i Star Trek: Deep Space Nine avsnittet "Doctor Bashir, I Presume?". Han gjorde även en cameo i filmen Star Trek: First Contact. Han spelade även Coach Cutlip i tv-serien En härlig tid, där han fick en Emmy-nominering i kategorin "Outstanding Guest Actor in a Comedy Series". Innan han fick rollen som Doktorn, fick han 1993 rollen som Joe "The Meat Man" Morton, i två avsnitt av Tim Allens ABC sitcom Tummen mitt i handen i avsnitten "A Sew, Sew Evening," och "Blow-Up," från den tredje säsongen. Han är en god vän till Joe Dante, efter ha medverkat i hans varulvsfilm, Varulvar, som Eddie Quist, som även var hans filmdebut efter att ha upptäckts vid Broadway. 1983 hade han en komisk roll i filmen Get Crazy, spelade brandmannen Connell O'Connell. Han hade också en återkommande roll i sitcomen Alice. Han ett antal roller i Dantes 1985 barn-science fiction film Upptäckarna, och återkom senare i Dantes En djävul till granne, Looney Tunes: Back In Action, Gremlins 2, Små soldater, där han hade en mindre roll som Ralph, forskaren som var ansvarig för skapandet av X-1000 seriens microprocessor, och 24-timmarsjakten, i den minnesvärda rollen som Cowboyen. Han är även känd för att spela roller med mycket smink, då han bland annat har spelat häxan Meg Mucklebones i Ridley Scotts film Legenden - mörkrets härskare. Han hade även mindre roll i John Landis's Amazon Women on the Moon. Han lånade ut rösten till Pfish i två Pfish & Chip kortfilmer på Cartoon Networks What a Cartoon!. Han spelar även rollen som roboten Johnny Cab i Total Recall.

## Filmografi (urval)
- 1981 – Varulvar
- 1982–1984 – Alice (TV-serie)
- 1983 – Get Crazy
- 1985 – Upptäckarna
- 1985 – Legenden - mörkrets härskare
- 1987 – 24-timmarsjakten
- 1987 – Amazon Women on the Moon
- 1988–1991 – China Beach (TV-serie)
- 1988–1991 – En härlig tid (TV-serie)
- 1989 – En djävul till granne
- 1990 – Total Recall (röst)
- 1990 – Gremlins 2 – Det nya gänget
- 1993 – Tummen mitt i handen (TV-serie)
- 1995–2001 – Star Trek: Voyager (TV-serie)
- 1995 och 1997 – What a Cartoon! (gäströst i TV-serie)
- 1996 – Star Trek: First Contact
- 1997 – Star Trek: Deep Space Nine, avsnitt Doctor Bashir, I Presume? (gästroll i TV-serie)
- 1998 – Små soldater (röst)
- 2000 – Star Trek Voyager: Elite Force (röst i dataspel)
- 2002–2002 – Justice League (TV-serie) (röst)
- 2003 – Looney Tunes: Back in Action (röst)
- 2004–2007 – Stargate SG-1 (TV-serie)
- 2005–2006 – E-Ring (TV-serie)
- 2006 – OC, avsnitt The Pot Stirrer (gästroll i TV-serie)
- 2006–2009 – Stargate: Atlantis (TV-serie)
- 2010 – Call of Duty: Black Ops (röst i dataspel)
- 2012 – Atlas Shrugged: Part II
- 2012 – Call of Duty: Black Ops II (röst i dataspel)
- 2022 – Quantum Leap (TV-serie)